# Airspace Center

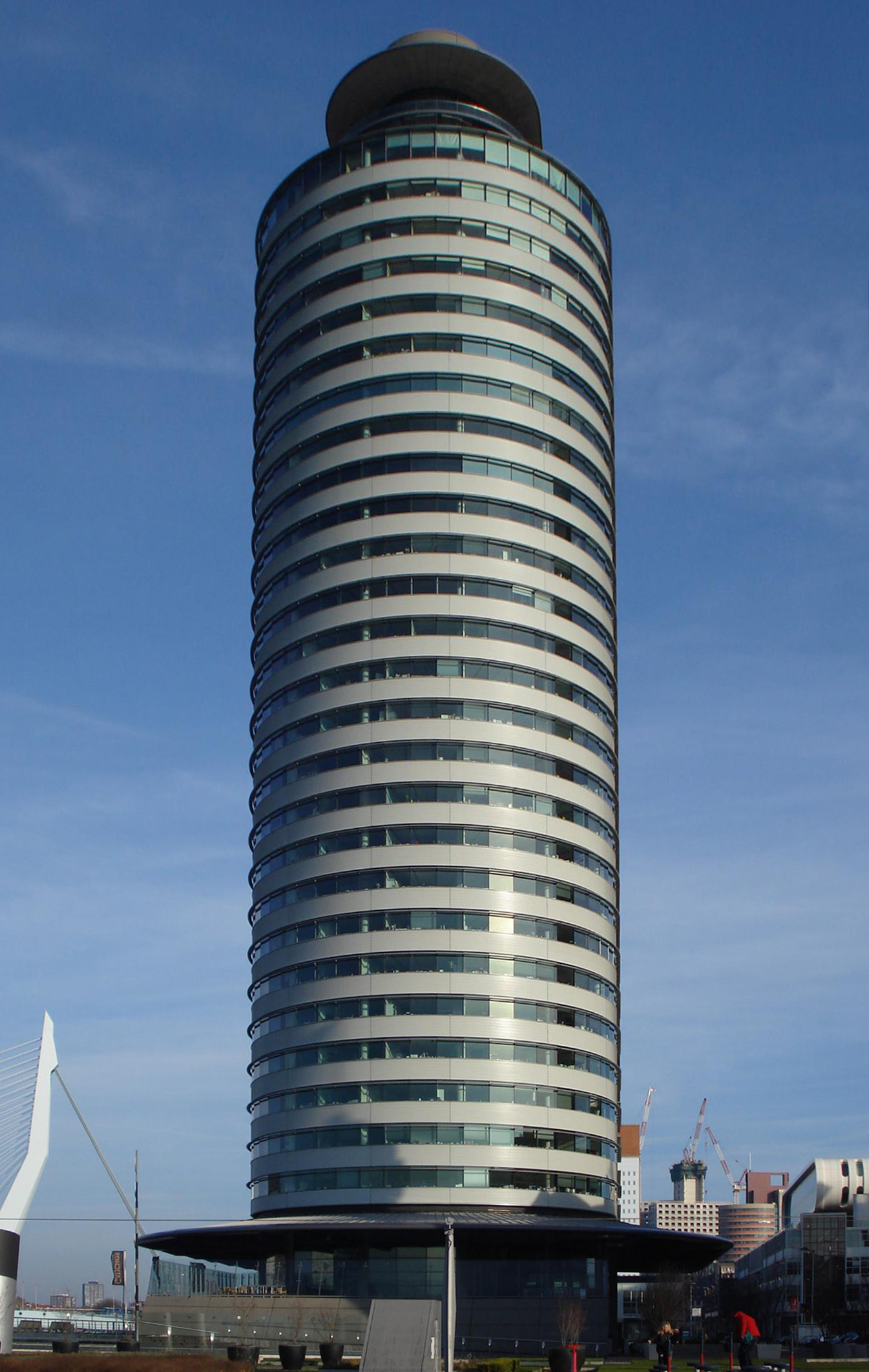
World Port Center, Rotterdam

Het Airspace Centre is een locatie op de 14e verdieping van het World Port Center, het kantoor van Havenbedrijf Rotterdam. Hier is sinds 23 januari 2023 de luchtverkeersleiding voor drones in het lage luchtruim boven de Europoort en de Maasvlakte gevestigd.
Het gaat om een proefopstelling tot oktober 2024, via een Unmanned Traffic Management (UTM) systeem in het lage luchtruim (VLL - Very Low Level airspace) voor zowel bemande als onbemande vluchten.
De medewerkers komen van het Havenbedrijf zelf, één dag per week. De bedoeling van het prototype-programma is om gedurende deze periode kennis op te doen over wat ervoor nodig is om het drones-luchtruim veilig te houden, te bepalen wat de impact van drones-luchtverkeersleiding is op de organisatie en een beeld te krijgen van de toekomstige rol van het Havenbedrijf in de luchtlaag. Dit alles om op langere termijn de veiligheid van het luchtruim te waarborgen. Het Havenbedrijf Rotterdam is hiermee de eerste in Europa om op deze schaal een eigen luchtruim en regels in te richten en zodoende het drone-verkeer in goede banen te leiden. 